# 레비 스카이

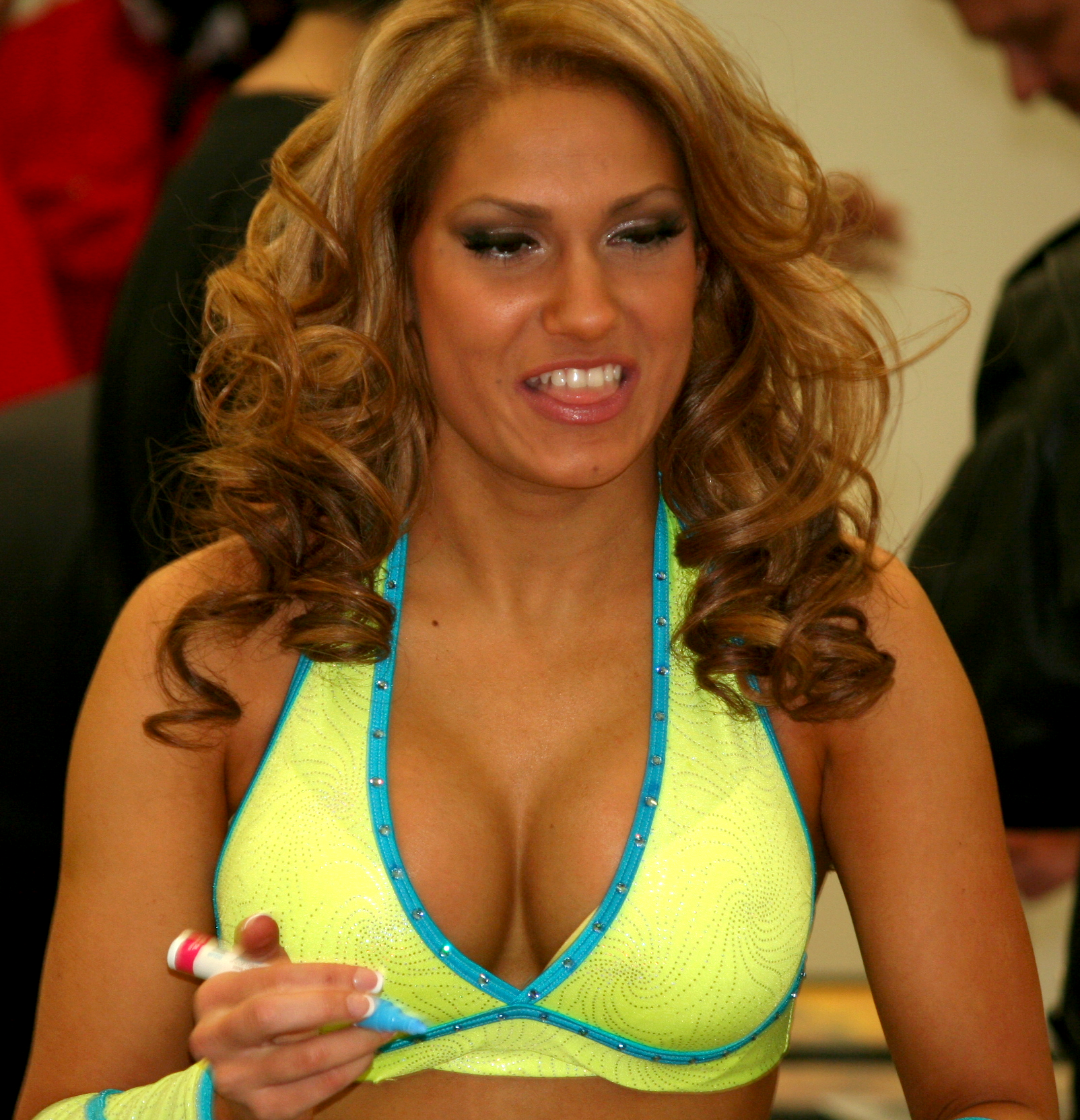

레비 스카이(Reby Sky)는 본명은 레베카 빅토리아 레이에스(Rebecca Victoria Reyes)지만 미국의 여자 프로레슬링선수다. 1986년 8월 6일이며, 실제로 매트 하디의 아내다. 키는 166cm 몸무게는 52kg이다. 스카이 하드(토네이도 DDT), 스카이 다이브(다이빙 크로스바디), 트위스트 오브 페이트(프론트 페이스락 커터)를 사용을 한다. 2014년 11월 초에서 TNA 임팩트에서 등장을 하다가 2016년 1월 19일 TNA 임팩트 타이러스가 이든 카터 3세를 배신을 해서 넘어와 악역으로 활동을 하고 있다가 또한 2016년 9월 29일 TNA 임팩트에서 갑자기 선역으로 바뀌게 된다.